# عز الدين مراغب
عزالدين مراغب (1986) كاتب ومؤلف تشادي يقيم في مدينة جدة غرب المملكة العربية السعودية حيث ولد ونشأ فيها أصدر له في عام 2015 عن طريق دار كلمات عربية (مؤسسة) أولى أعماله الأدبية كتاب عظماء الأفارقة (كتاب)  وهو عبارة عن كتاب تقوم فكرته على تسليط الضوء على أهم الشخصيات الأفريقية من الذين تركوا أثراً كبيراً في مجتمعاتهم. وفي نهاية عام 2015 أصدر له عن طريق دار سما الكويتية كتاب عبد الرحمن السميط قصة رجل عظيم حيث يتناول الكتاب قصة حياة الداعية الكويتي الراحل الدكتور عبد الرحمن السميط.
وفي حواره مع الكاتب النيجيري عبدالحكيم نجم الدين, أشار إلى أن سبب اهتمامه وإلمامه بقصص العظماء يعود إلى ايمانه العميق بأن "معظم القراء لا تجذبهم المعلومات المجردة من الأفكار والأمثلة العمَلية، والسبب الثاني هو أني من خلال تجربتي في القراءة غدوت أؤمن بأن أكثر ما يستفيد منه القارئ ويترك فيه أثراً عميقاً هو التاريخ. كما يقول الكاتب الإسكتلندي العظيم؛ توماس كارليل “تاريخ البشرية هو تاريخ رجالها العظماء” ولكني والحق أقول: لا استطيع أن أجزم أن سبب اتجاهي لكتب السير يعود إلى هذه الفكرة، ولعلني أدركت ذلك فيما بعد. أما في الوقت الذي خطرت لي فيه فكرة كتابي الأول: “عظماء الأفارقة ” كنت اقرأ وأكتب معظم مقالاتي في الموضوعات الفكرية والفلسفية مثل مقالي: “الفرق بين السعادة والملذات” و “العقل والإنسان والغاية” وما إلى ذلك من المقالات البعيدة كل البعد عن السير ولكن مع ذلك اتجهت فيما بعد إلى قصص العظماء."